# (15675) Goloseevo
(15675) Goloseevo es un asteroide perteneciente al cinturón de asteroides, descubierto el 27 de septiembre de 1978 por la astrónoma soviética Liudmila Chernyj desde el Observatorio Astrofísico de Crimea.

## Designación y nombre
Designado provisionalmente como 1978 SP5. Fue nombrado Goloseevo en homenaje al Observatorio de Goloséyevo, el Observatorio Astronómico Central de la Academia Nacional de Ciencias de Ucrania, ubicado en Kiev.